# Фрёнд
Фрёнд (нем. Fröhnd) — община в Германии, в земле Баден-Вюртемберг. 
Подчиняется административному округу Фрайбург. Входит в состав района Лёррах.  Население составляет 485 человек (на 31 декабря 2010 года). Занимает площадь 16,19 км².